# Martti Talvela
Martti Olavi Talvela (født 4. februar 1935 i Hiitola, død 22. juli 1989 i Juva, Finland) var en finsk operasanger (bas). 
Talvela studerede i Lahti og Stockholm og fik sin sin operadebut i Helsinki i 1960 som Sparafucile i Rigoletto. I sin ungdom boksede han og udviklede gennem sporten en udholdenhed, som også er nødvendig som sanger i store operapartier. Han var især yndet i titelrollen i Boris Godunov og som Pimen i samme værk, som Paavo Ruotsalainen i The Last Temptations, som Wagner-sanger i partierne som König Marke, Hunding, Fasolt, Fafner, Hagen og Titurel, som Sarastro, Dosefei og Prins Gremin, som Phillip II og storinkvisatoren, og i den senere del af sin karriere i titelrollen i Glinkas Et liv for tsaren. Som sin sidste optagelse har han indspillet en varm og inderlig version af Schuberts Winterreise. Han har også efterladt mindst to indspilninger af Mussorgskys Sange og dødedanse, én med fuldt orkester og én med klaverakkompagnement. 
Talvela døde, mens han dansede, ved sin datters bryllup i Juva i en alder af 54 år.

## Eksterne links
- Kort biografi med billeder.
- Talvela, Martti i Biografiskt lexikon för Finland. (svensk)
- Talvela, Martti i Uppslagsverket Finland. (svensk)